# AeroSur
A AeroSur S.A. (Compañía Boliviana de Transporte Aéreo Privado) foi uma companhia aérea boliviana com sede na cidade de Santa Cruz de la Sierra, criada em 1992 e fechada em 2012, quando foi à falência.

## História
A companhia aérea foi estabelecida em abril de 1992 e iniciou suas operações em 24 de agosto do mesmo ano com rotas regionais. Foi a primeira da Bolívia a oferecer as classes executiva e econômica em voos domésticos.
Com um crescimento acelerado, se tornou rapidamente a segunda do país em tamanho, atrás do Lloyd Aéreo Boliviano, porém com o encerramento das atividades desta em 2007 passou para o primeiro lugar e a atender uma larga rede de destinos domésticos e internacionais, como Madri, São Paulo e Miami.
Em 2004 começou a operar voos turísticos com o nostálgico Douglas DC-3 para destinos como Rurrenabaque, porta de entrada para o Parque Nacional Madidi, e o Salar de Uyuni.
Em 6 de junho de 2009, na cidade de Cusco, a AeroSur recebeu o prêmio The Bizz Awards 2009, como Empresa Inspiradora da World Confederation of Businesses. Essa distinção considerou aspectos como liderança empresarial, sistema de gestão, qualidade de serviços, criatividade, inovação empresarial, assim como a assistência social.
Em 18 de novembro de 2009 incorporou um Boeing 747-400, denominado-o "Súper Torísimo", que substitui outra aeronave do mesmo modelo que tinha o nome de "Torísimo". O aparelho cobria a rota Santa Cruz - Madri - Santa Cruz.
Em 31 de março de 2012 suspendeu operações, cancelou voos e fechou seu website, deixando passageiros e empregados sem maiores explicações. Na prática, a empresa encerrou as atividades, com uma pesada dívida com o governo da Bolívia..

## Frota

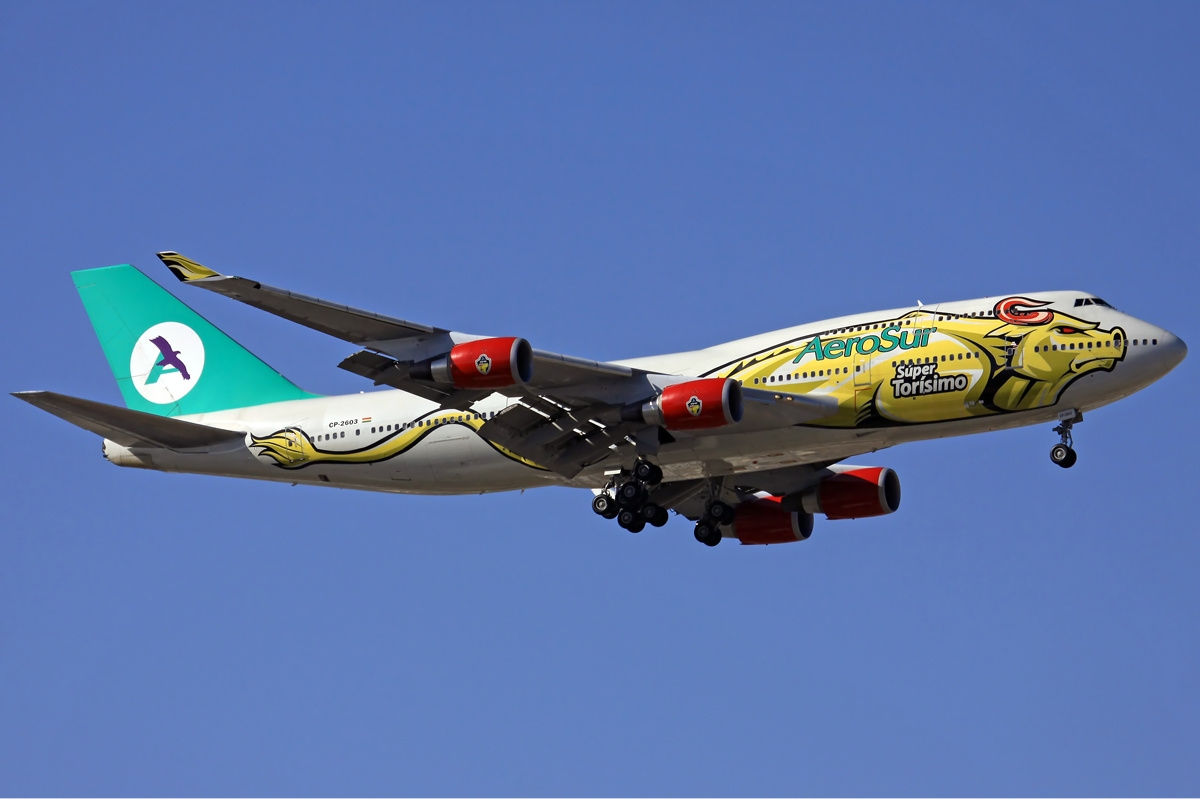
Boeing 747-400 da AeroSur.

| Aeronave         | Total       | Passageiros (Premium Business/Tourist) | Rotas                                               | Notas |
| ---------------- | ----------- | -------------------------------------- | --------------------------------------------------- | ----- |
| Boeing 727-200   | 7           | 189                                    | Rotas Médias e longas América do Sul,Miami e Havana |       |
| Boeing 737-200   | 5           | 124                                    | Rotas Médias e longas América do Sul                |       |
| Boeing 737-300   | 1           | 108                                    | Rotas Médias América do Sul                         |       |
| Boeing 747-400   | 1           | 524                                    | Rotas Longas Madri                                  |       |
| Boeing 767-300ER | 2 (Pedidos) | 212 214                                | Rotas Médias e Longas Europa e América do Norte     |       |

## Esportes
A Aerosur patrocinou algumas competições esportivas, como a Copa Aerosul de futebol e a Copa Aerosur de Futsal, com participação das maiores equipes bolivianas.

## AeroSur Cargo
Contava com serviço domésticos de cargas nacional em La Paz, Cochabamba, Sucre, Tarija, Cobija, Puerto Suárez e Santa Cruz. Fazia ainda entregas internacionais em Buenos Aires, São Paulo, Assuncão, Madri e Miami.

## Aerosur Paraguay
Aerosur Paraguay foi uma subsidiária da companhia, com base no Aeroporto Internacional Silvio Pettirossi, em Assunção, Paraguai.